# Seljordsvannet
Seljordsvatnet eller Seljordsvannet er en sø i Seljord kommune i Vestfold og Telemark fylke i Norge. Søen er ca. 15 km lang og ca. 1,8 km bred med et areal på 16,52 km². Den har en omkreds på ca. 49 km og ligger 116 moh; største dybde er 153 m. Seljordsvannet er mest kendt for "Seljordsormen", en mytisk søslange, som har fået navnet "Selma". Ulige ekspeditioner har gentagne gange besøgt søen i håb om at bevise søslangens eksistens.
Den første skriftlige kilde om søslangen stammer fra 1750, da Gunleik Andersson Verpe skulle fragte et flyttelæs over Seljordsvannet. Midt ude på søen gik en søslange angiveligt til angreb på den ene af hans to pramme, og kvalte ham også.  I 1786 fortalte Hans Jacob Wille om en mærkelig skabning i sin bog Beskrivelse over Sillejords Præstegield i Øvre-Tellemarken i Norge:  Skabningen "skal være meget rar, [underlig] men derhos den forgiftigste av alle. Den gaaer under Vandet, som en Aal, og for endeel Aar siden hug den en Mand i sin store Taae, medens han barbenet vadede over Laxhøl Elven." 
Fra 1989 er søslangen afbildet på Seljords kommunevåben. I oktober 2011 åbnede et udsigtstårn ved vandet,  og herfra lykkedes det i 2012 den syttenårige Lisbeth Vefall at optage en video af noget, der vanskeligt lader sig forklare. 
Søen er en del af Skiensvassdraget. Vigtigste tilløb er Vallaråi, og udløbet er via Bøelven til Norsjø.
59°26′10″N 08°50′56″Ø / 59.43611°N 8.84889°Ø